# Eduard Springer
Eduard Alfons Ludwig Springer (* 5. Oktober 1872 in Biberach an der Riß; † 11. Juni 1956 in Göppingen) war ein deutscher Beamter. Er war Oberamtmann im Oberamt Heidenheim.

## Leben
Als Sohn eines Oberamtssparkassenkassierers geboren, studierte Springer nach Besuch des Realgymnasiums in Ulm Regiminalwissenschaften in Tübingen und Berlin. Während seines Studiums wurde er 1891 Mitglied der Burschenschaft Germania Tübingen. 1895 war er Referendar am Oberamt Biberach und bei der Kreisregierung in Ulm. In Tübingen wurde er zum Dr. rer. pol. promoviert. 1897 war er Einjährig-Freiwilliger im Infanterieregiment Nr. 124 und wurde dort Leutnant der Reserve. Nach zahlreichen Stationen in der Verwaltung wurde er von 1911 bis 1920 Oberamtsvorstand des Oberamts Heidenheim. Danach wurde er Regierungsrat im Württembergischen Ernährungsministerium und im Innenministerium, wo er als Leiter der Polizeiabteilung tätig war. 1921 wechselte er als Ministerialrat ins Arbeits- und Ernährungsministerium und 1926 ins Wirtschaftsministerium. Nebenbei war er Dozent für öffentliches Recht an der Landwirtschaftlichen Hochschule Hohenheim. Ab 1930 war er im Wirtschaftsministerium als Präsident der Zentralstelle für die Landwirtschaft tätig. 1933 schloss er sich der NSDAP an. 1937 trat er in den Ruhestand.
Sein Sohn war Erich Springer, Landrat des Landkreises Tettnang.

## Ehrungen
- Landwehr-Dienstauszeichnung, 2. klasse
- 1922: Ehrenbürger der Landwirtschaftlichen Hochschule Hohenheim
- 1927: Ehrensenator der Landwirtschaftlichen Hochschule Hohenheim